# Ібрагімово (Чишминський район)
Ібрагі́мово (рос. Ибрагимово, башк. Ибраһим) — село у складі Чишминського району Башкортостану, Росія. Адміністративний центр Ібрагімовської сільської ради.
Населення — 344 особи (2010; 355 у 2002).
Національний склад:
- татари — 90 %

В селі народився Герой Соціалістичної Праці Хурамшин Талгат Закірович (1932).